# Pont de la Solidarité
Le pont de la Solidarité (en allemand : Brücke der Solidarität) est un pont sur le Rhin entre les arrondissements de Rheinhausen et Hochfeld dans la ville allemande de Duisbourg.

## Histoire

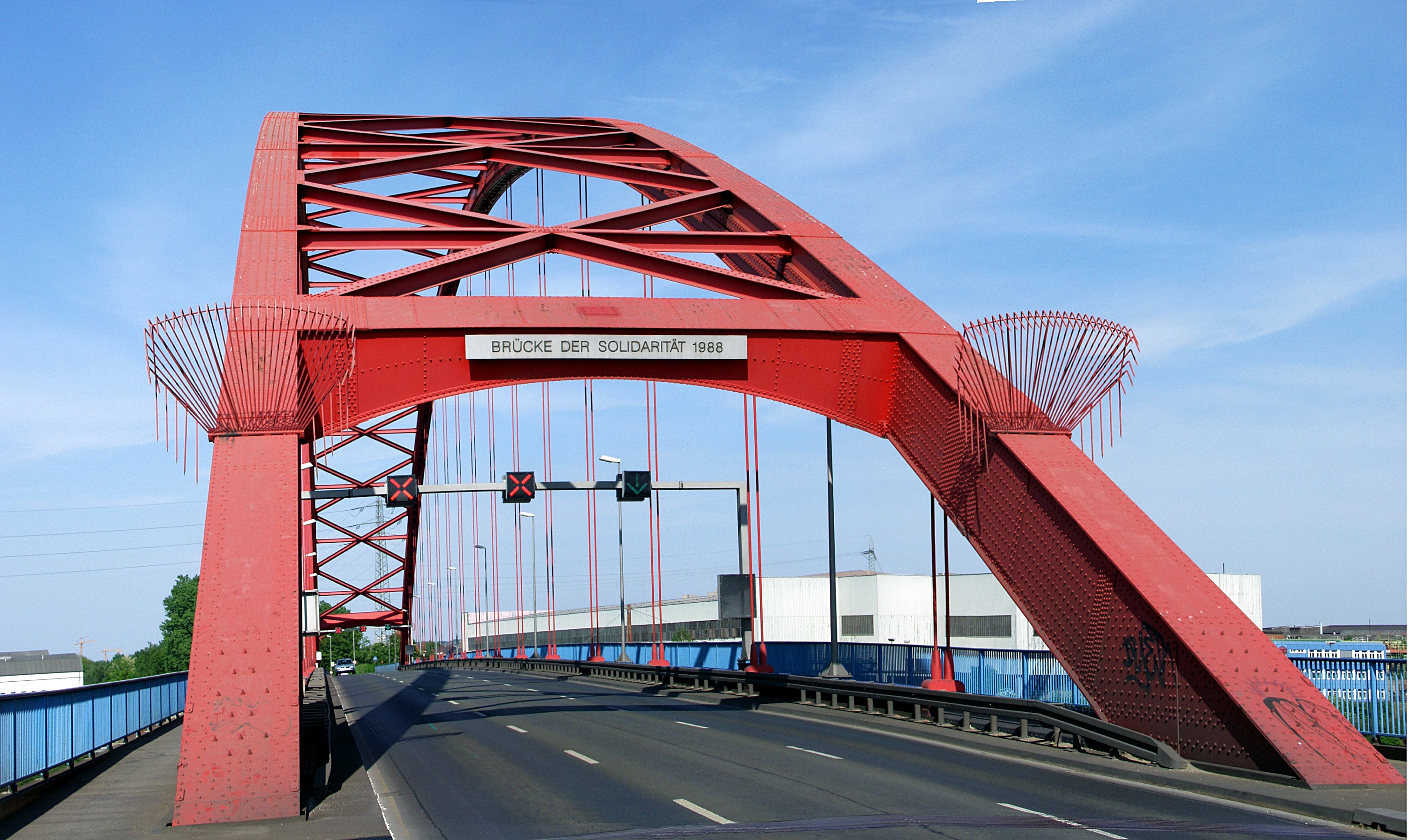
Voies à sens de circulation modifiable, avec feux de régulation.

La construction du pont précédent, l'Amiral-Graf-Spee-Brücke, commence le 12 janvier 1934 pour une inauguration le 22 mai 1936 par le ministre d'alors, Joseph Goebbels. Le coût total de construction était de 6,75 millions de Reichsmark. Tout comme le pont ferroviaire Duisburg-Hochfeld, il est détruit par la Wehrmacht en retraite le 4 mars 1945. Seul un tronçon subsiste sur la rive gauche.
Dès juillet 1945, un nouveau pont est en construction,  ouvert à la circulation le 3 juillet 1950. À la suite d'une recommandation de Krupp Stahlbau Rheinhausen, le choix s'est porté sur un pont bow-string, le plus grand du genre en Allemagne à l'époque, avec une portée de 255,9 mètres. Alors que le pont précédent avait quatre voies, le gouvernement militaire britannique insiste pour avoir un pont à trois voies. Il est entièrement rénové au début des années 1990, en particulier les anciennes parties du pont au-dessus de la plaine inondable. Depuis quelques années, il est possible d'ajuster le sens des voies à la demande par un système de feux tricolores.

## Données techniques
- Type de construction: pont bow-string
- Largeur de l'arche: 255,91 m
- Hauteur de flèche : 35,5 m
- Largeur de la chaussée: 9 m (3 voies de 3 m chacune)
- Largeur de la piste cyclable: 1,1 m
- Largeur du sentier: 1,8 m